# Sebastes norvegicus

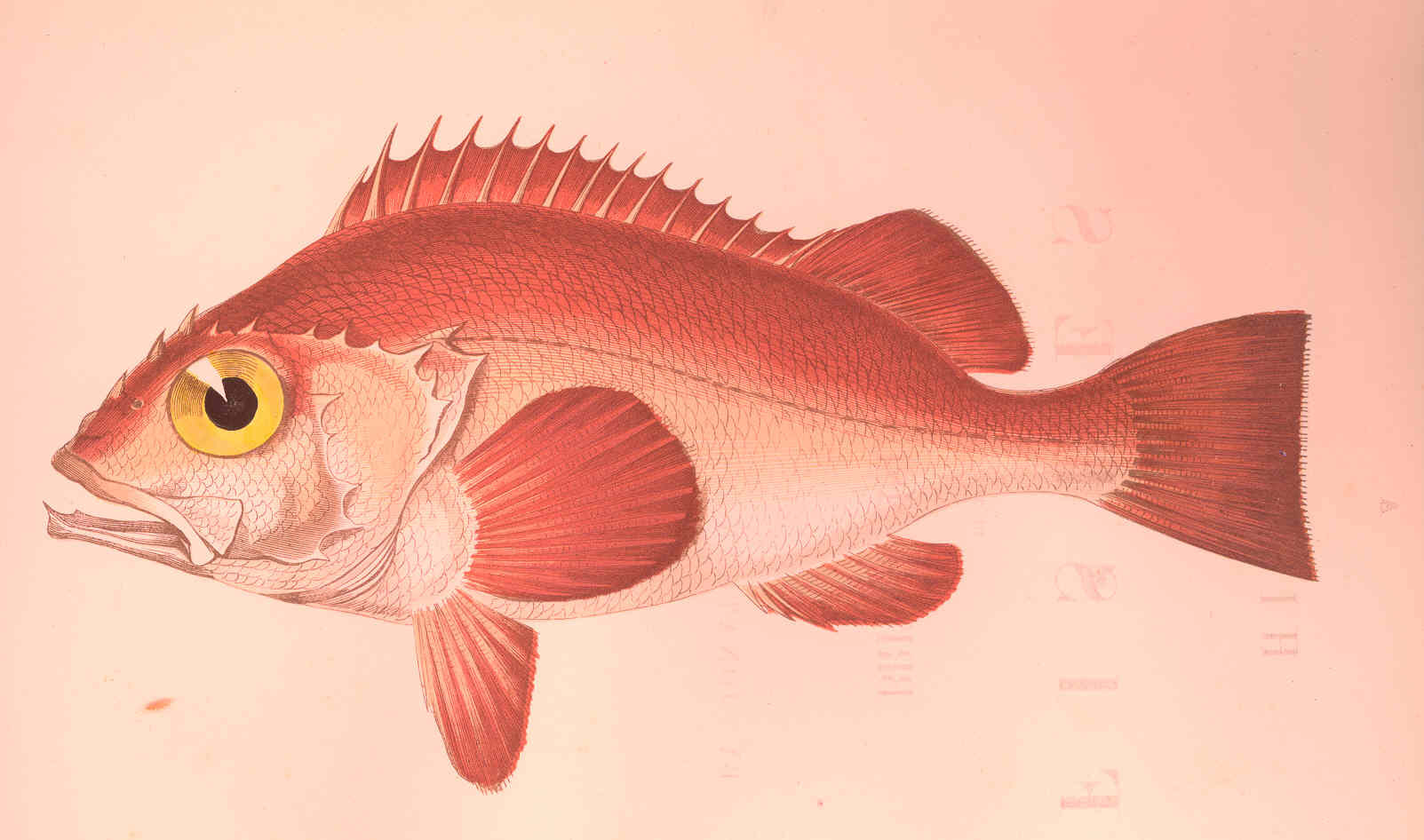
Ilustración de un pez rosa

Sebastes norvegicus, la gallineta nórdica, es una especie de pez marino con aletas radiadas perteneciente a la subfamilia Sebastinae, las gallinetas, parte de la familia Scorpaenidae. Se encuentra en el Océano Atlántico Norte. Es un pez grande, de crecimiento lento, de maduración tardía y objeto de una pesquería.

## Taxonomía
Sebastes norvegicus fue descrito formalmente por primera vez como Perca norvegicus en 1772 por el biólogo noruego Peter Ascanius con la localidad tipo dada como Noruega. En el pasado, se usaba con frecuencia el nombre científico Sebastes marinus, pero en realidad este es un sinónimo de Serranus scriba.  El nombre específico se refiere a la localidad tipo. S. norvegicus fue designado como especie tipo del género Sebastes por Pieter Bleeker en 1876.  Este taxón puede ser un complejo de especies que contiene al menos 2 nuevas especies crípticas que no habían sido nombradas hasta 2017.

## Descripción
Sebastes norvegicus es una especie de pez roca grande y de cuerpo robusto. Al igual que otros peces escorpión, esta especie tiene aletas comparativamente grandes que tienen largas espinas y rayos. La aleta caudal está ligeramente truncada, mientras que las aletas anal, pectoral y ventral son redondeadas y la aleta dorsal es continua. La aleta dorsal contiene entre 14 y 16, típicamente 15, espinas robustas y 13 a 16, normalmente 14 o 15, radios suaves, mientras que la aleta anal tiene 3 espinas y alrededor de 8 radios suaves. Hay 1 o 2 puntas de espina sobre la mandíbula en el hueso preorbitario, pero la cresta debajo del ojo no tiene espinas y está bastante débilmente definida. Hay 5 espinas en el preopérculo que tienen aproximadamente la misma longitud. Hay espinas en el cleithrum y hay 2 espinas en el opérculo, la inferior normalmente dirigida hacia abajo y ligeramente hacia atrás, con poca frecuencia hacia abajo y hacia adelante. También hay espinas nasales, preoculares, supraoculares, postoculares y parietales. Normalmente no hay protuberancia en la sínfisis de la mandíbula inferior, pero si la hay es una protuberancia redondeada. La gallineta dorada alcanza una longitud total máxima de 100 cm, aunque 45 cm es más típico, y un peso máximo publicado de 15 kg. El color general es rojo vivo con un parche oscuro en la parte posterior del opérculo.

## Distribución y hábitat
Sebastes norvegicus se encuentra desde Kattegat y la parte norte del Mar del Norte hacia el norte a lo largo de la costa de Noruega hasta la costa occidental de Spitsbergen, la parte sur del Mar de Barents y hacia el este hasta Kanin Banks y Novaya Zemlya shoals y es raro en el Mar Blanco. Es una especie común frente a Islandia y frente al sureste de Groenlandia. En otros lugares, a lo largo de la costa occidental de Groenlandia. En el Atlántico occidental se encuentra tan al sur como Flemish Cap, los Grandes Bancos y el Golfo de San Lorenzo. Los juveniles se pueden encontrar en fiordos, bahías y aguas costeras, mientras que los adultos se encuentran frente a la costa a profundidades entre 100 y 1,000 m. Los peces que viven en aguas más profundas son más grandes que los que viven en aguas poco profundas de la costa.

## Biología
Sebastes norvegicus es depredador y en verano su dieta está dominada por el krill, en otoño e invierno por el arenque del Atlántico (Clupea harengus) y en primavera por el capelán (Mallotus villosus), arenques del Atlántico, krill y ctenóforos en primavera. Es una especie gregaria en todas las etapas de su historia de vida que crece lentamente y es longeva. Alcanzan la madurez sexual en longitudes totales entre 38 y 41 cm. Es una especie ovovivípara, como otros róbalos. Los machos inseminan a las hembras en agosto-septiembre en el mar de Barents y entre octubre y enero en aguas de Islandia y Groenlandia, pero los ovocitos no se fertilizan hasta febrero y marzo y las larvas se expulsan de abril a junio o incluso hasta agosto.

## Pesquería

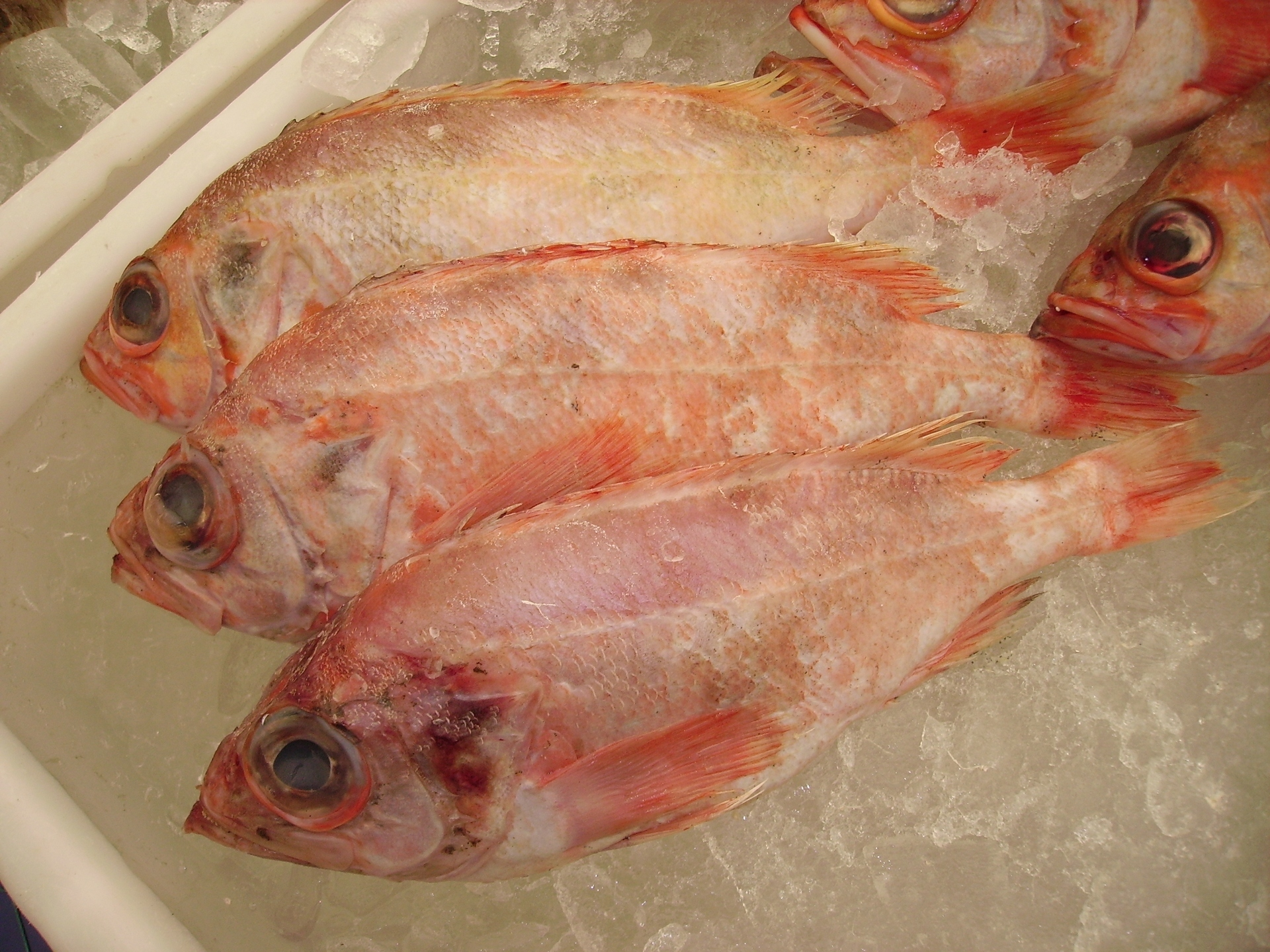

Una de las principales zonas de pesca del pez rosa es el Mar de Irminger, entre Islandia y el sureste de Groenlandia. Si bien las capturas anuales durante las décadas de 1980 y 1990 fueron de menos de 20 kilotones, esto ha aumentado drásticamente desde 1999, a entre 40 y 60 kilotones. En 2000 se capturaron casi 80 kilotones. Desde entonces, la captura anual se ha reducido a entre 40 y 60 kilotones. La carne de este pescado casi siempre se vende fileteada, a menudo congelada.
Desde mediados de la década de 2000, las poblaciones se han considerado gravemente sobreexplotadas. Según Greenpeace, algunas poblaciones ya no se reproducen lo suficiente y sus posibilidades de recuperación son escasas. En 2010, Greenpeace International agregó el pez rosa a su lista roja de mariscos. También está en la lista de WWF de especies de peces a evitar, a menos que la pesquería esté certificada por MSC.
En el Golfo de San Lorenzo de Canadá, se informa que el pez disfruta de una "población en auge", lo que lleva a las provincias atlánticas a competir por partes de la pesquería, que se estima que pueden alcanzar las 50.000 toneladas de capturas anuales.

## En la cultura
Sebastes norvegicus apareció en un sello semipostal de 15+5 pfennig de Alemania Occidental en 1964.